# Кіровград
Кі́ровгра́д (рос. Кировград) — місто, центр Кіровградського міського округу Свердловської області.

## Географія
Кінцева залізнична станція (Єжова) гілки (9 км) від лінії Єкатеринбург—Нижній Тагіл.

## Історія
Поселення Калатай (від тюрк. Кала-ата «батьківське поселення») на місці міста було засноване 1661 року (за іншими даними 1663 або 1675 років). 1932 року поселення отримало статус міста і назву Калата, а в грудні 1935 року місто було перейменоване на Кіровград на честь Сергія Кірова.

## Населення
Населення — 21035 осіб (2010, 23197 у 2002).

## Економіка
- Виробництво поліметалів (перепрофільоване виробництво мідеплавильного комбінату зі збагачуваною фабрикою і мідеплавильним заводом, заснованих 1912 року, відомий тим, що на ньому була отримана перша мідь в Радянському Союзі 1920 року)
- Кіровградський завод твердих сплавів (запущений 1942 року)